# Toszkánai-szigetek
Toszkánai-szigetek (olaszul Arcipelago Toscano): Olaszország északnyugati partjainál a Ligur- és a Tirrén-tengerben fekvő szigetcsoport.

## Jelentősebb szigetei
- Elba
- Gorgona
- Capraia
- Pianosa
- Montecristo
- Giglio
- Giannutri

## Külső hivatkozások
- A Toszkánai-szigetek (olaszul)
- A Toszkánai-szigetek (németül, olaszul, angolul, franciául)